# Féerie à Mexico
Pour plus de détails, voir Fiche technique et Distribution.
Féerie à Mexico (titre original : Holiday in Mexico) est un film américain de type comédie musicale réalisé par George Sidney en 1946, sorti en septembre 1946.

## Synopsis
Christine Evans (Jane Powell), fille de Jeffrey Evans (Walter Pidgeon), qui lui est  ambassadeur des États-Unis au Mexique est désignée en tant qu'organisatrice de la fête que son père a prévue. Christine engage le légendaire chef de groupe latin Xavier Cugat et la chanteuse fougueuse Toni Karpathy (Ilona Massey) pour le spectacle malgré l'ignorance du fait que Toni est une ancienne amie de son père (Jeffrey). La confusion romantique règne encore plus lorsque Christine tombe amoureuse d’un pianiste vieillissant (José Iturbi), qu’une adolescente Yvette (Helene Stanley) tombe pour Jeffrey et que Jeffrey rencontre Toni dans les jours qui précèdent la fête (confusion romantique tout le long du film).

## Bande son
Dans la grande finale de cette comédie musicale somptueuse, Jane Powell  chante d'une voix impeccable (soprano) la chanson Ave Maria sur une énorme plateforme (copie de Hollywood Bowl) ou l'actrice s'est produite régulièrement. Les critiques de l'époque décrivent la scène ' Un Congres Eucharistique ' créé par Billy Rose.

## Fiche technique
- Titre original : Holiday in Mexico
- Réalisation : George Sidney
- Scénario : William Kozlenko, Isobel Lennart
- Société de production : Metro-Goldwyn-Mayer
- Producteur : Joe Pasternak
- Costumes : Valles
- Musique : Calvin Jackson, George Stoll
- Durée : 128 minutes
- Date de sortie :
  - États-Unis : 15 août 1946  (Première)
  - États-Unis : septembre 1946

## Distribution
- Walter Pidgeon : Jeffrey Evans
- José Iturbi : lui-même
- Roddy McDowall : Stanley Owen
- Ilona Massey : Comtesse Toni Karpathy
- Xavier Cugat : lui-même
- Jane Powell : Christine Evans
- Hugo Haas : Angus
- Mikhail Rasumny : Baranga
- Helene Stanley : Yvette Baranga
- William 'Bill' Phillips : Sam
- Amparo Iturbi : elle-même
- Tonia Hero : Mouse
- Teresa Hero : Mouse
- Loraine Allen
- King Baggot

Non crédités :
- Leon Belasco : Le chef d'orchestre
- Fidel Castro : lui-même
- Jack Chefe : Maître d'hôtel
- Linda Christian : Angel
- Ann Codee : Margaret
- Rosita Marstini : Maria

## Autour du film
- À noter une apparition de Fidel Castro en tant que figurant (non crédité au générique)[2].